# Riedwihr
Riedwihr – miejscowość i dawna gmina we Francji, w regionie Grand Est, w departamencie Górny Ren. W 2013 roku jej populacja wynosiła 409 mieszkańców. 
W dniu 1 stycznia 2016 roku z połączenia dwóch ówczesnych gmin – Holtzwihr oraz Riedwihr – utworzono nową gminę Porte-du-Ried. Siedzibą gminy została miejscowość Holtzwihr. 